# Heinrich Spindler
Karl Heinrich Spindler (*  14. Juli 1857 in Siebenlehn; † 1. Oktober 1907) war ein deutscher Oberlehrer und Klassischer Philologe.

## Leben und Wirken
Er war der Sohn des Lotteriekollekteurs C. G. Spindler aus Siebenlehn. Nach dem Studium der Archäologie und der Klassischen Philologie an der Universität Leipzig und erfolgreicher Promotion zum Dr. phil. war Spindler als Lehrer, später als Oberlehrer am Gymnasium in Zwickau tätig. Für seine Verdienste erhielt er den Professor-Titel verliehen.
Er war der Begründer und Herausgeber der illustrierten Monatsschrift für das gesamte Erzgebirge, Osterland und Vogtland „Unsere Heimat“, die mit seinem Tod ihr Erscheinen einstellte. Ferner schrieb er 1888 Der Gigantenmythus in seiner älteren Überlieferung und 1894 das Festspiel in fünf Akten „Gustav Adolf“. Seit Februar 1906 gehörte er als Vertreter des Erzgebirgszweigvereins Zwickau dem Gesamtvorstand des Haupt-Erzgebirgsvereins an. 1903 erschien seine Schrift Zwickau i. Sa. nebst Industrie in Wort und Bild.